# بلبل ز شاخ سرو به گلبانگ پهلوی
غزلی با مطلع «بلبل ز شاخ سرو بگلبانگ پهلوی»، غزل شمارهٔ ۴۸۶ از دیوانِ حافظ در تصحیحِ محمد قزوینی و قاسم غنی است.

## در دیگر آثار هنری
بر روی پیرایه‌دان (دُرج) روغنی مدوَّرشکل متعلق به ۱۲۷۰ ه‍.ق/۱۸۵۴ م  که در مجموعهٔ خلیلی نگهداری می‌شود،بیت‌هایی از این غزل به همراه بیت‌هایی از غزل «روشنی طلعت تو ماه ندارد» نقش بسته است. همچنین این غزل‌ها به همراه غزل «خوشتر ز عیش و صحبت باغ و بهار چیست» بر کتیبهٔ سنگی عمارت باغ ارم شیراز نمایان است. 